# Hestival

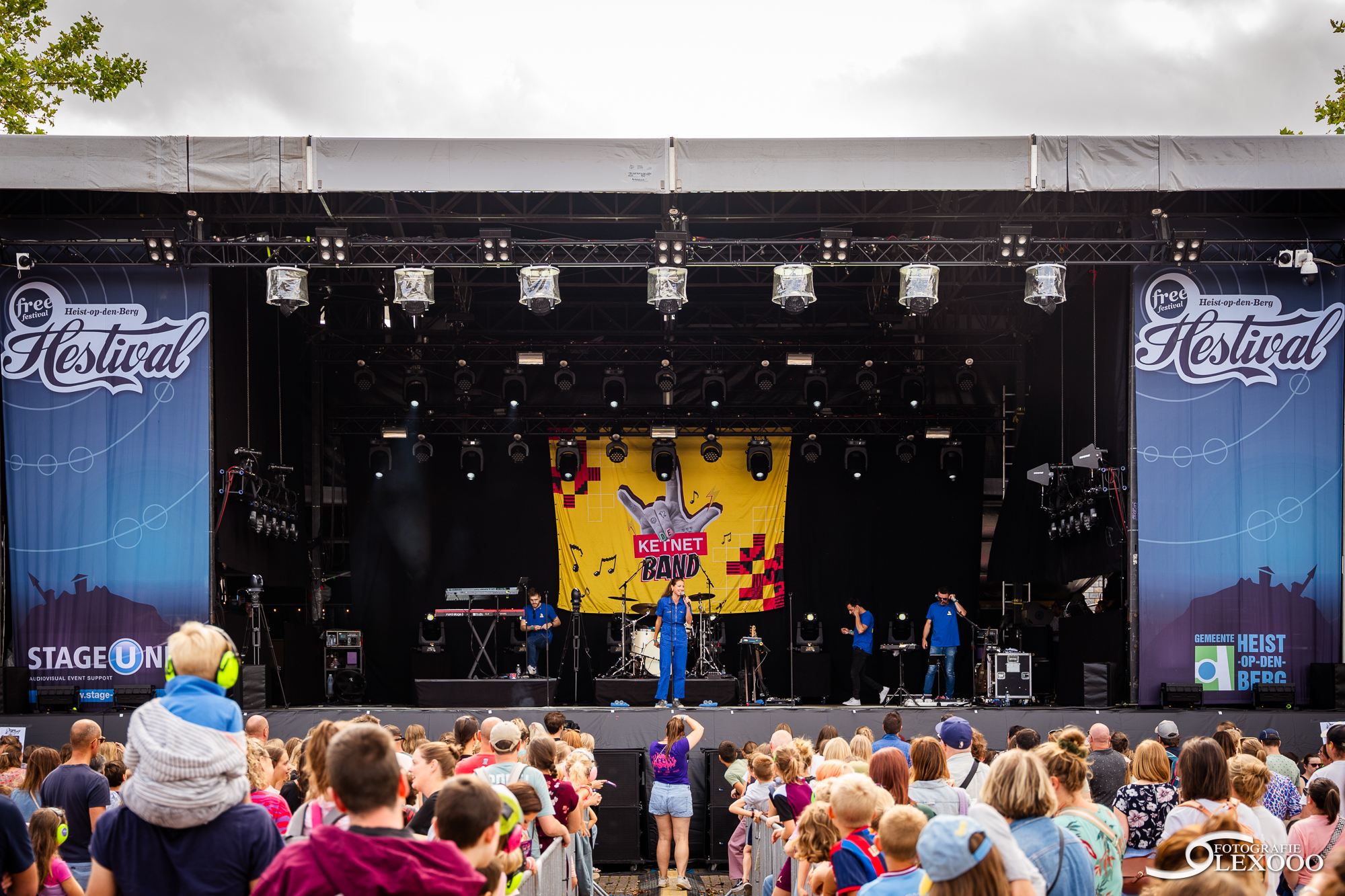

Hestival is sinds 2005 een jaarlijks muziekfestival in Heist-op-den-Berg, dat telkens voor zo'n 10.000 bezoekers wordt georganiseerd eind augustus. In 2019 werd de vijftiende editie georganiseerd.

Bij Hestival is de entree gratis, maar eigen drank meebrengen is niet toegestaan. Hestival draait op vrijwilligers. De optredende artiesten zijn voornamelijk Belgische muzikanten. Er wordt meestal gewerkt via een vast stramien: eerst speelt er een band voor het jongere publiek, dan volgt er meestal een lokale groep. Nadien wordt de overgang gemaakt tussen een kinderprogramma en de bands voor het iets oudere publiek, die de sfeer er in houden voor de afsluitende dj.

## Programma
- 2005: Pagina & Plant en 't kollektief, Mint, A Brand, Stijn, DJ Frères de luxe
- 2006: Nathalie and the moondrivers, pIE p. KLEIN, Malibu Stacy, The Van Jets, Off The Record, De Mens, DJ Capt. Luke & Mr. Morceaux
- 2007: Cynical, The Shelter Tapes, X!NK, Larsson, Sweet Coffee, Monza, Squadra Bossa Feat. Buscemi
- 2008: Dirty Harry and the Sjeekers, Bint, Balthazar, The Kids, Delavega, The Scene, Herman Inglesos
- 2009: Loop Journey, Bad Cirkuz, Johnny Berlin, Jasper Erkens, CPeX, Soldout, DJ Lextravaganza
- 2010: The DeVilles, Balaxy Orchestra, Team William, Freaky Age, Das Pop, Howie & Linn, Samtex
- 2011: Kapitein Winokio, Marble Sounds, Statue, Generation 84, Heideroosjes, Lucy Love, DAAN, Hindu Radio DJ's
- 2012: Kapitein Winokio, Rusty Spoon, Geppetto & The Whales, Buurman, Diablo Blvd, Zornik, Discobar Galaxie, Murdock
- 2013: Kapitein Winokio, Protection Patrol Pinkerton, The DeVilles, Coely, The Hickey Underworld, The Scabs, A Brand, Lazy Jay, Steven Goegebeur
- 2014: Kapitein Winokio, Halve Neuro en Slongs Dievanongs, Urbanus & De Fanfaar, Horses on Fire, K's Choice, The Oddword
- 2015: Gers Pardoel, School is Cool, Jett Rebel, De Ketnetband, Laston & Geo, Pumping Pips & The Semi Sexy 80's Band, Helsinki
- 2016: Kaatje van Ketnet,Laura Tesoro, Grumpf, Fleddy Melculy, Tourist LeMC, Radio Guga, 2Empress
- 2017: Piet Piraat, Bandits, Jacle Bow, Woodie Smalls,  Jali Madi ft. Bart Peeters, Sore Losers, Compact Disk Dummies, DJ Tom Barman
- 2018: Ghost Rockers, The Lighthouse (band), DVTCH NORRIS, CPeX, DAAN, Skyve ft. Eva De Roo
- 2019: De KetnetBand, Bel-Air,  Slongs , Gestapo Knallmuzik, Channel Zero, The Van Jets, Omdat het kan Soundsystem ft. Average Rob.  MC: Manu Moreau
- 2020: Hestival gaat digitaal (door de Coronacrisis)
- 2021: Geen Hestival (door de Coronacrisis)
- 2022: #LikeMe, Olivia Trappeniers, The Guru Guru, Funeral Dress, Glints, Absynthe Minded, Deejay Mr. T., MC: Manu Moreau
- 2023: De KetnetBand, Berre (zanger), DIKKE, Admiral Freebee, X!NK, Kurkdroog, presentatrice: Uma Vandemaele
- 2024: Lotte De Clerck, Gloom (winnaar Concours Hestival), PIE p.KLEIN, ILA (band), Paul Michiels, De Mens,  Deejay Mr. T., presentatrice: Uma Vandemaele